# Chiesa di Santa Segolena
La Chiesa di Santa Segolena (in lingua francese Église Sainte-Ségolène) è una chiesa cattolica di Metz, in Francia. Sorge presso place Jeanne d'Arc, sulla collina Sainte-Croix, nel quartiere dell'Ancienne Ville. È consacrata al culto della santa Segolena di Albi, ed è la sola chiesa di Metz dedicata al culto di una donna.
Dal 1981 la chiesa è classificata dal Ministero della cultura francese come monumento storico.

## Storia

### Le origini del culto e la chiesa antica
Secondo la tradizione, la devozione nei confronti di santa Segolena si sarebbe diffusa a Metz tra il VII e l'VIII secolo, tuttavia le fonti sono incerte sull'identificazione di questa figura e sul modo in cui il suo culto si diffuse a Metz. 
A detta di alcuni studiosi, santa Segolena sarebbe da identificare con una sorella di Sigibaldo, vescovo di Metz dal 708 al 741, la quale avrebbe consacrato la sua vita ai poveri e alla preghiera; secondo altri studiosi però, Segolena sarebbe vissuta nel VII secolo, non sarebbe sorella di Sigibaldo e avrebbe fondato un monastero a Troclar, nei pressi di Albi. In quegli anni, con l'annessione della zona di Albi (a cui Troclar apparteneva) da parte di Childerico II, futuro re d'Austrasia, il culto di santa Segolena sarebbe giunto fino a Metz, capitale dell'Austrasia.
Le prime notizie sull'esistenza di una chiesa a Metz dedicata a santa Segolena risalgono al IX secolo. Secondo un documento ritrovato nel 1926 da Théophile Clauser, oggi conservato alla Biblioteca Nazionale di Parigi e contenente la lista delle stazioni della processione liturgica della settimana pasquale a Metz intorno all'850, la nona stazione era appunto la chiesa di Santa Segolena.
Di questa prima chiesa, che aveva dimensioni molto piccole, rimane oggi solo la cripta risalente al X secolo, posta al di sotto del coro della chiesa attuale e nella quale sarebbero state conservate le reliquie della santa.

### La chiesa attuale
Nel XIII secolo, a seguito dello sviluppo urbanistico di Metz e della crescita della popolazione, si decise di costruire una nuova chiesa più spaziosa in luogo dell'antica chiesa di santa Segolena, al fine di poter accogliere tutti gli abitanti del quartiere.
La nuova chiesa fu costruita intorno al 1250, nello stesso periodo in cui veniva realizzata la Cattedrale di Metz. Per la chiesa, realizzata in stile gotico, come materiale si utilizzò la pietra di Jaumont, estratta nella zona di Metz. A causa dei restauri successivi, di questa chiesa oggi rimangono due cappelle radiali e le prime tre campate della navata.
Tra il 1470 e il 1500 l'edificio subì il primo dei suoi innumerevoli rifacimenti, con l'aggiunta di un portico in stile gotico fiammeggiante. Al portico fu poi aggiunto nel 1514 un portale ispirato a quello dell'Hospice Saint-Nicolas, il più vecchio ospedale di Metz. Nel XVI secolo la chiesa presentava anche una torre campanaria, come testimoniato dal fatto che durante l'assedio di Metz del 1552 da parte di Carlo V, tale torre fu fortificata dai difensori francesi ed usata come punto di osservazione.
Nel corso della rivoluzione francese, con la modifica dei rapporti tra Francia e Chiesa cattolica, la chiesa di santa Segolena venne invece adibita a stalla.

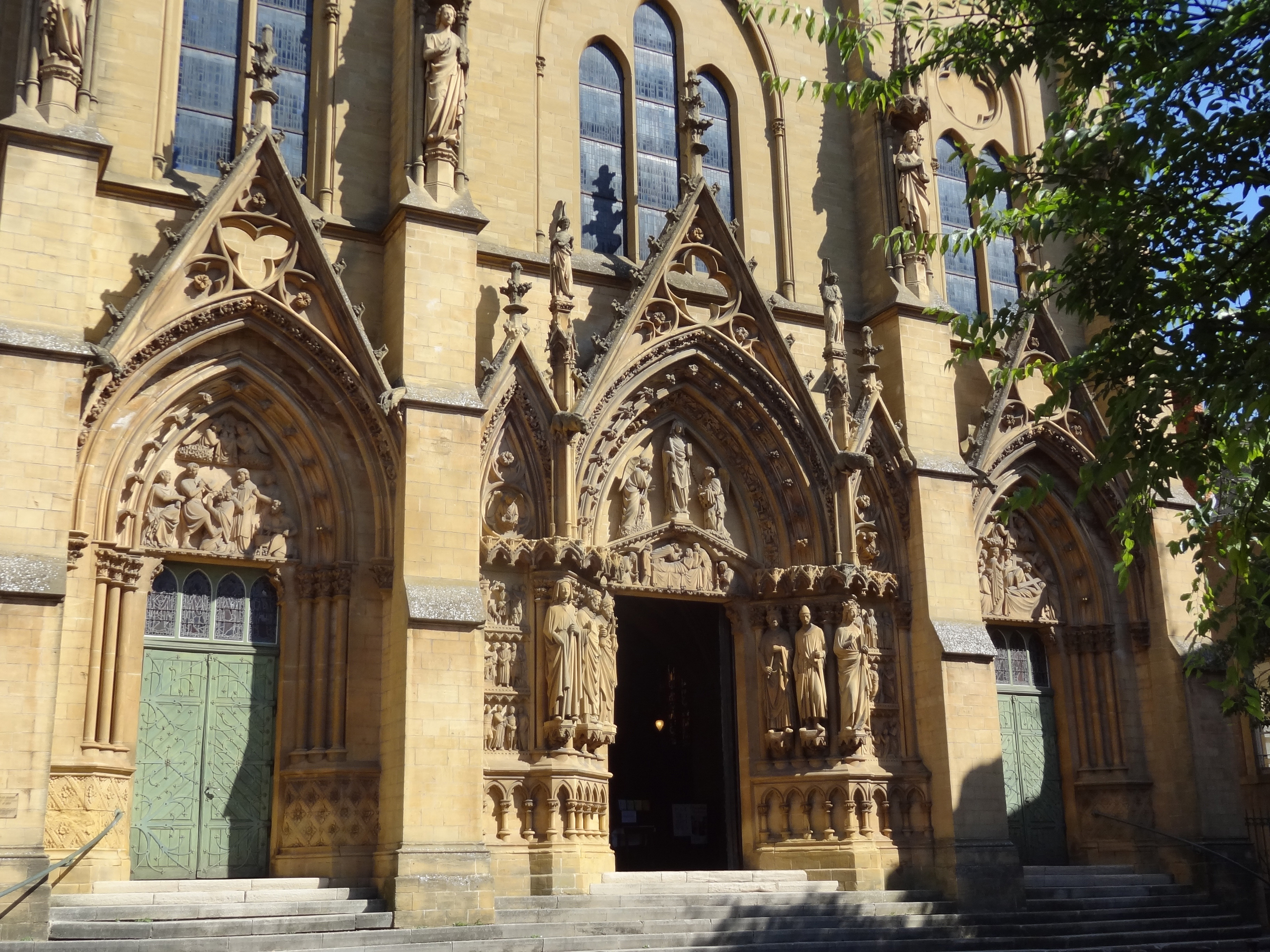
Il portale della chiesa di Santa Segolena creato dopo i restauri di Wahn.

Dopo il periodo rivoluzionario, la chiesa fu sottoposta nel XIX secolo ad innumerevoli lavori che ne stravolsero in parte l'aspetto: nel 1855 il mastro vetraio Laurent-Charles Maréchal realizzò delle nuove vetrate per il coro della chiesa; nel 1894, dopo l'annessione di Metz all'Impero tedesco, l'arciprete della chiesa, Jean Michel Dellès, dispose di far restaurare l'edificio (in particolare le vetrate e i tetti) e poi di demolire la navata, il portale e il campanile fortificato allo scopo di costruire una nuova torre ed un portale più ampi e maestosi. Diversamente dalla sua volontà però, l'architetto incaricato dei lavori, Paul Tornow, preferì concentrarsi sul consolidamento statico dell'edificio che sul suo rifacimento.
Gli interventi più rilevanti sull'edificio si ebbero però tra il 1896 e il 1898: sotto la direzione di Conrad Wahn, architetto capo di Metz, si procedette ad un restyling pressoché totale della chiesa. La navata fu allungata conservando solo tre campate della struttura precedente, il transetto venne demolito e riedificato con dimensioni maggiori, mentre il cortile venne eliminato e il coro lasciato intatto. Il portico gotico, il portale e il campanile risalenti al cinquecento furono invece abbattuti e sostituiti da una nuova facciata in stile neogotico, caratterizzata dalla presenza di tre portali e sormontata da due torri campanarie perfettamente simmetriche. Per progettare tale facciata, Wahn si ispirò a quella della Cattedrale di Marburgo, in Germania. Il portale fu quindi decorato con sculture realizzate da Auguste Dujardin, che aveva decorato anche la facciata della Cattedrale di Metz, mentre la porta centrale, in bronzo, fu realizzata da Eugène Vallin.

## Descrizione

### Ubicazione
La chiesa di Santa Segolena è situata presso la collina Sainte-Croix, che costituisce il punto più elevato di Metz, posto alla confluenza tra la Mosella e la Seille. Parte del quartiere dell'Ancienne Ville, questa collina rappresenta il nucleo originario della città, in cui si stanziarono i galli Mediomatrici prima e i romani poi.
La chiesa si affaccia su place Jeanne d'Arc: suddetta piazza, che segna il limite della città gallo-romana, fu creata nel 1905, successivamente ai restauri di Wahn, al fine di aumentare lo spazio dinanzi alla chiesa e facilitarne così l'accesso.

### Architettura
Nonostante i numerosi interventi, la chiesa di Santa Segolena è sempre stata costruita in pietra di Jaumont. L'edificio, concepito in stile gotico, fu poi restaurato in stile neogotico da Conrad Wahn.

#### Interno
La navata, ricostruita a partire da quella medievale, presenta sette campate con colonne prive di sculture ed è separata dal coro per mezzo di un ampio transetto. Il coro ha una sola campata, e da esso si prolunga un'abside fiancheggiata da due cappelle radiali poligonali. A lato di una delle due cappelle radiali sorge una piccola cappella, creata nel 1857 per ospitare il fonte battesimale. La superficie inferiore dei muri dell'abside e delle cappelle radiali è decorata con arcate cieche trifogliate, i cui capitelli hanno un abaco rotondo. Le finestre dell'abside, a due luci, hanno una forma slanciata, mentre quelle del coro sono più semplici. La cripta infine, posta al di sotto del coro, è sorretta da due pilastri quadrati privi di decorazione, ed è ricoperta da una volta a crociera.

##### Vetrate

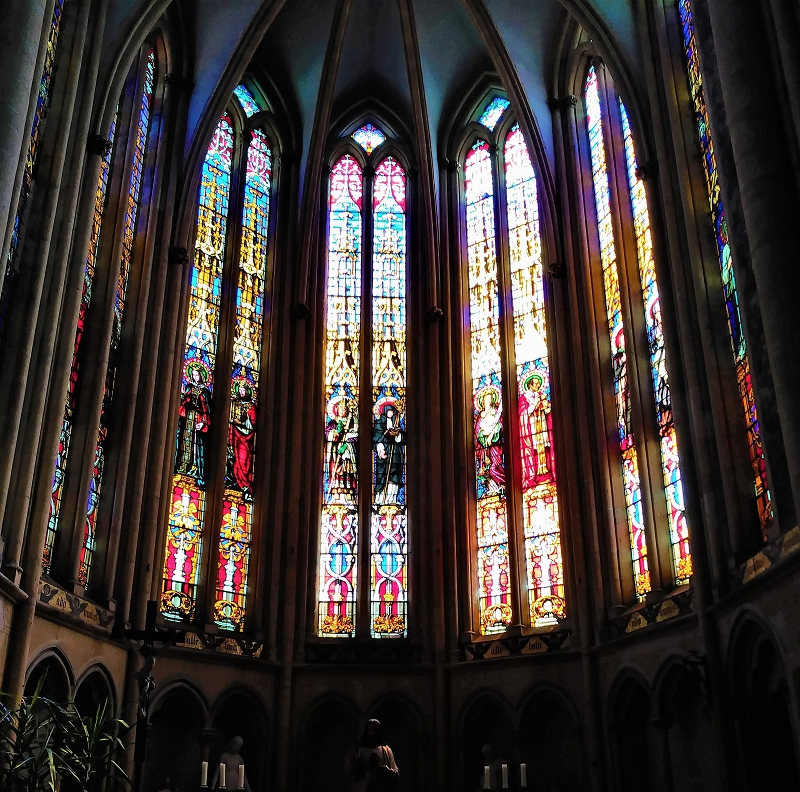
Vetrate della chiesa di Santa Segolena.

Al suo interno, la chiesa di Santa Segolena è decorata con numerose vetrate, alcune delle quali molto antiche. Tra queste, spicca una vetrata risalente alla fine del XII secolo o inizio XIII secolo, sita nella cappella radiale nord e raffigurante la crocifissione di Cristo (considerata la vetrata più antica della Lorena). Nell'opera, Cristo è accompagnato dalla Vergine e da san Giovanni evangelista.
Dello stesso periodo sono alcuni medaglioni rappresentanti animali. Altre vetrate datano invece XV secolo, e in esse sono ritratti alcuni notabili che avevano finanziato la chiesa, come Jillat Bataille e sua moglie, nonché lo scabino della chiesa, Jehan, con sua moglie e le figlie. Compaiono inoltre san Giorgio, il martirio di san Sebastiano, l'annunciazione, l'apparizione di Cristo a Maria Maddalena e la Risurrezione di Gesù. Risale invece al XVI secolo la vetrata che rappresenta la Vergine e il bambin Gesù.
Le vetrate più moderne risalgono invece al XIX secolo: intorno al 1855 infatti il mastro-vetraio Laurent-Charles Maréchal realizzò sotto al coro delle vetrate raffiguranti vari santi.

##### Pitture
All'interno della chiesa di santa Segolena un tempo era possibile trovare molte pitture murali. La maggior parte di questi affreschi però, risalenti al periodo dal XIII al XVI secolo e scoperti solo nel 1850, furono poi eliminati durante i lavori di restaurazione condotti da Wahn. Le fonti riportano l'importanza che questi affreschi avevano dal punto di vista iconografico: in essi erano rappresentati Cristo in croce, scene di vita della Vergine ed anche l'incontro dei tre vivi e dei tre morti.

#### Esterno

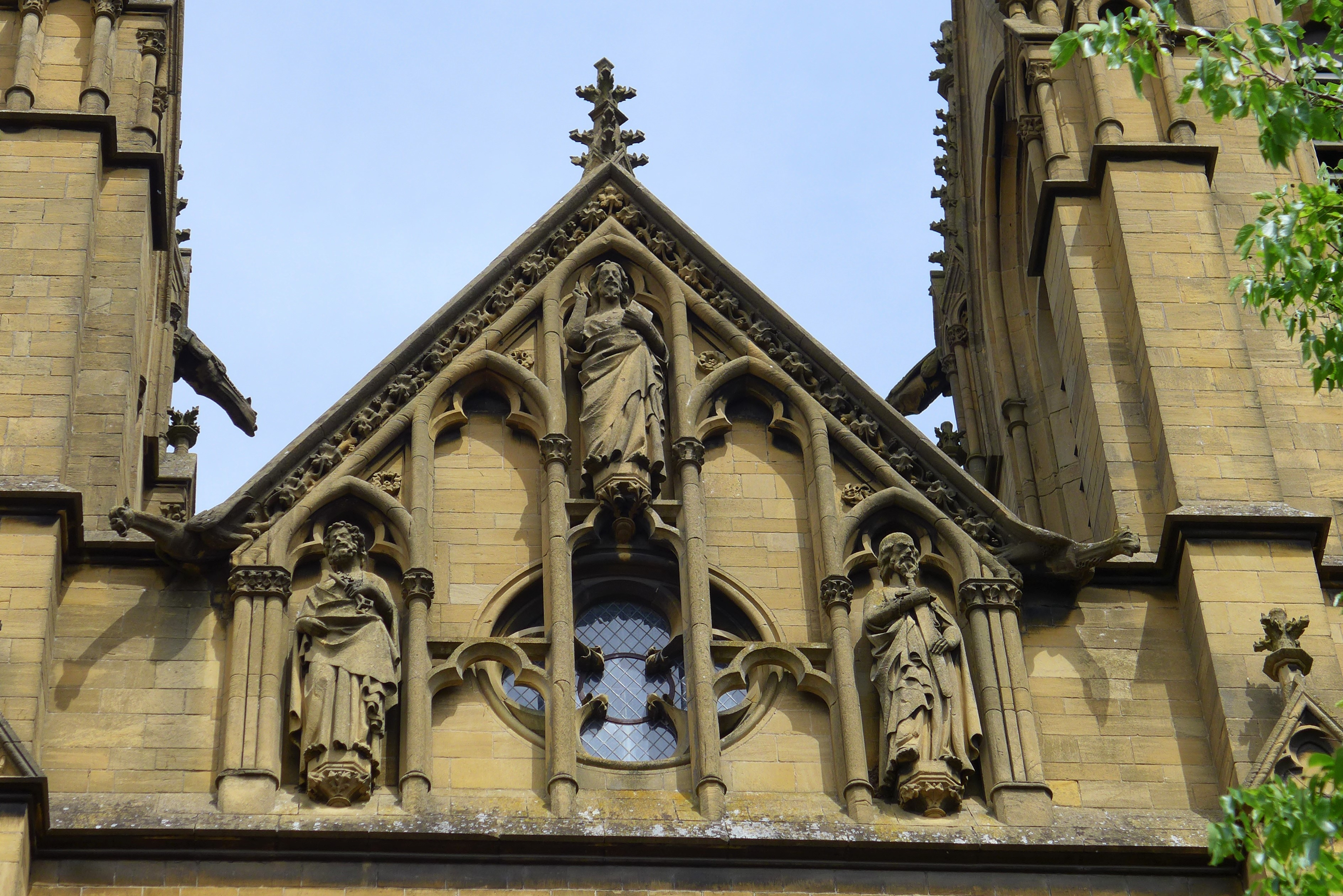
Particolare del timpano superiore della chiesa di Santa Segolena.

La facciata della chiesa di Santa Segolena è frutto di una riedificazione attuata alla fine del XIX secolo, attraverso la quale l'antico portico gotico fiammeggiante, il portale e la torre campanaria furono abbattuti e sostituiti con una facciata neogotica.
Wahn progettò la facciata dotandola di tre portali e fiancheggiandola con due torri identiche, al fine di garantire una maggior armonia nella struttura. Le flèche delle due torri furono realizzate in ardesia.
Il portale centrale, in bronzo, fu concepito da Eugène Vallin, mentre della decorazione statuaria si occupò Auguste Dujardin, il quale decorò i portali e l'intera facciata rappresentando scene della vita di santa Segolena o raffigurando altri santi. Nel timpano superiore sono rappresentati Cristo, San Pietro e san Paolo, mentre lungo i contrafforti spiccano le statue dei quattro evangelisti. Più particolareggiate sono invece le decorazioni presenti sui tre portali.

##### Portale centrale
In particolare, il timpano della porta centrale rappresenta la morte e la gloria di santa Segolena, mentre al livello del piedritto sono rappresentati sei santi d'Austrasia: Waldrada di Wormsgau, Sigeberto III, Trudone, Livario, Arnolfo e Ildegarda. Alla destra e alla sinistra del portale centrale sono presenti tre file di rilievi rappresentanti altri episodi della vita di santa Segolena.

##### Portale sinistro
Nel timpano del portale sinistro sono raffigurati i santi Ferreolo e Ferruccio nell'atto di subire il martirio, mentre due angeli ne prendono le anime per portarle in Paradiso.

##### Portale destro
Il timpano del portale destro è quello della Vera Croce. In esso è infatti raffigurato il ritrovamento e l'autenticazione della vera croce da parte di sant'Elena.